# Sydlig gräddporing
Sydlig gräddporing (Cinereomyces vulgaris) är en svampart som först beskrevs av Elias Fries, och fick sitt nu gällande namn av Spirin 2005. Sydlig gräddporing ingår i släktet Cinereomyces och familjen Polyporaceae.  Arten är reproducerande i Sverige. Inga underarter finns listade i Catalogue of Life.
I den svenska databasen Dyntaxa används istället namnet Skeletocutis biguttulata för samma taxon.  Arten är reproducerande i Sverige.